# 1600 Vyssotsky
1600 Vyssotsky eller 1947 UC är en asteroid i huvudbältet som upptäcktes den 22 oktober 1947 av den amerikanske astronomen Carl A. Wirtanen vid Lick Observatory. Den har fått sitt namn efter den ryske astronomen Aleksandr Vysotskij.
Asteroiden har en diameter på ungefär 7 kilometer och den tillhör asteroidgruppen Hungaria.